# San Luis (Santa Bárbara)
San Luis é uma cidade hondurenha do departamento de Santa Bárbara.